# Obrost wzniesiony

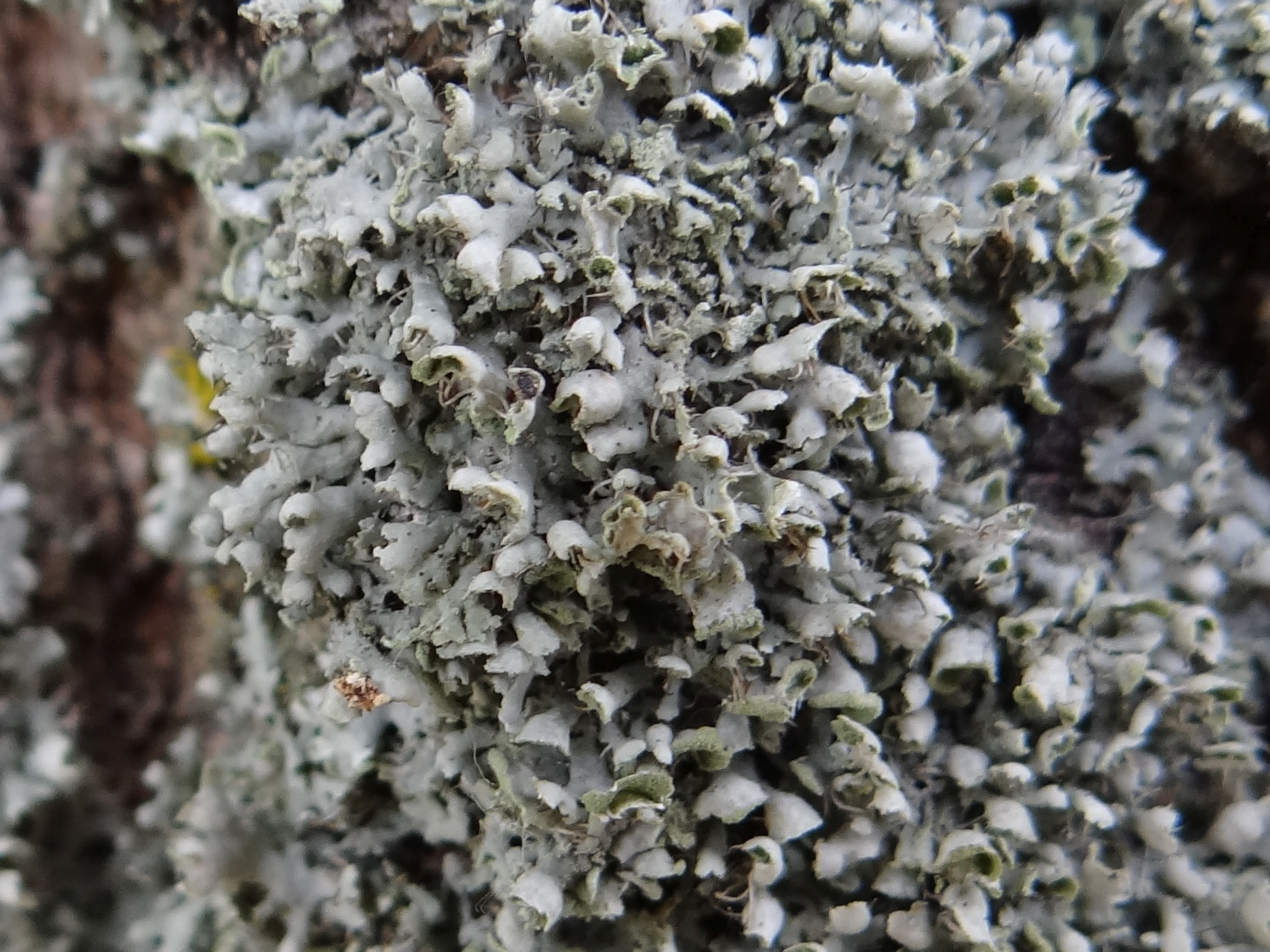
Plechy zwykle tworzą murawkowate skupiska

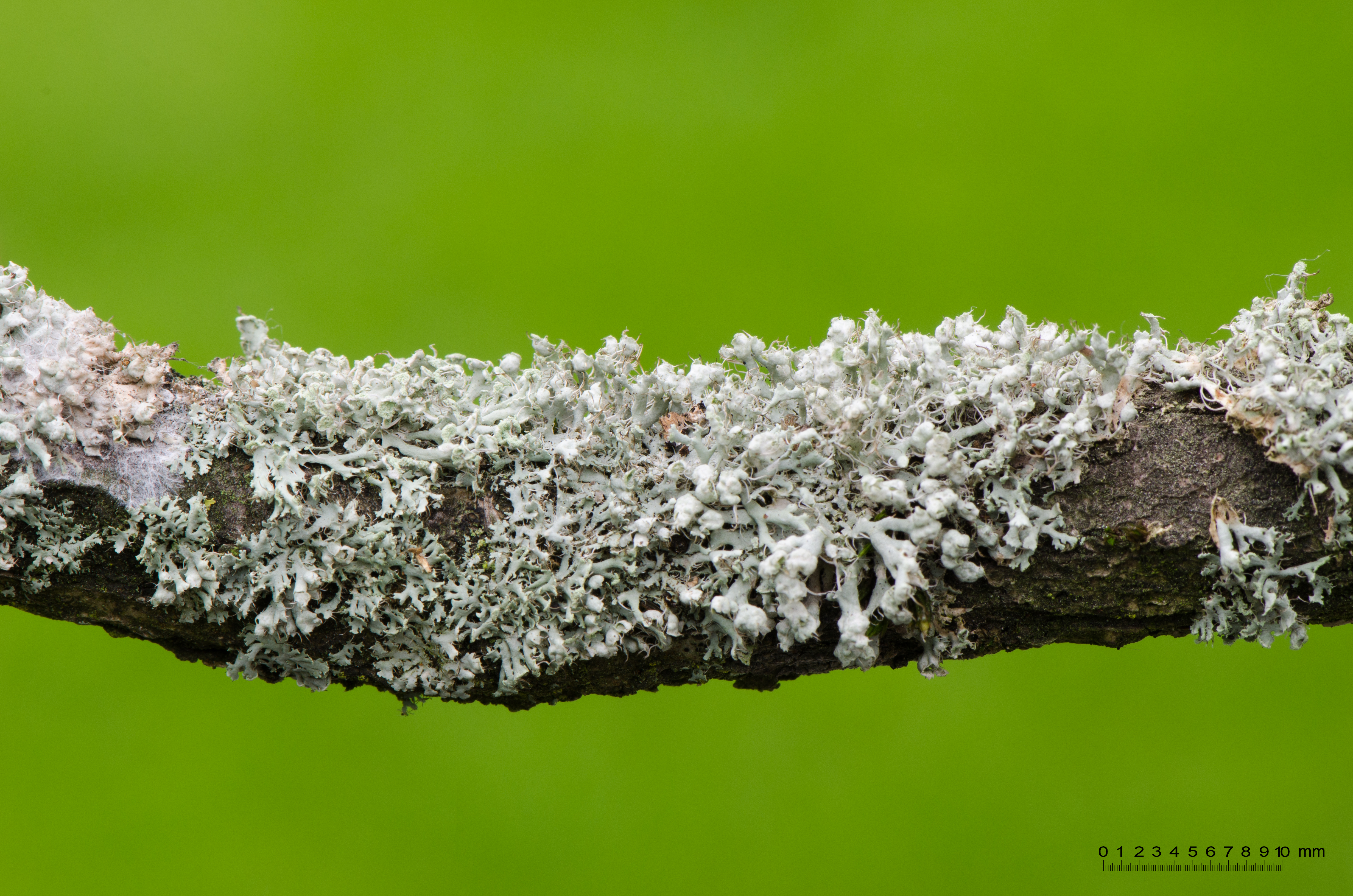
Porównanie Physcia adscendens i Physcia tenella

Obrost wzniesiony (Physcia adscendens (Fr.) H. Olivier.) – gatunek grzybów z rodziny obrostowatych (Physciaceae). Ze względu na współżycie z glonami zaliczany jest do porostów.

## Systematyka i nazewnictwo
Pozycja w klasyfikacji według Index Fungorum: Physcia, Physciaceae, Caliciales, Lecanoromycetidae, Lecanoromycetes, Pezizomycotina, Ascomycota, Fungi.
Po raz pierwszy takson ten zdiagnozował w 1845 r. Elias Fries, nadając mu nazwę Parmelia stellaris var. adscendens. Obecną, uznaną przez Index Fungorum nazwę nadał mu w 1882 r. H.J.F. Olivier, przenosząc go do rodzaju Physcia.
Niektóre synonimy naukowe:
- Parmelia anthelina Ach. 1803
- Parmelia stellaris var. adscendens Fr. 1845
- Physcia ascendens Bitter

Nazwa polska według Krytycznej listy porostów i grzybów naporostowych Polski.

## Morfologia
Plecha listkowata, tworząca rozetki o średnicy do 5 cm. Zazwyczaj plechy występują licznie obok siebie, tworząc murawkowate skupiska. Odcinki plechy są wypukłe i mają szerokość 0,3–1 cm, a ich brzegi zazwyczaj są wzniesione. Mogą być pojedyncze, albo widełkowato lub nieregularnie podzielone, na końcach i na brzegach posiadają długie rzęski i soralia bez izydiów. Górna powierzchnia plechy ma barwę od białawej do popielatoszarej, dolna jest biaława i bez chwytników, lub z bardzo nielicznymi. Plecha zawiera glony protokokkoidalne. Reakcje barwne: kora górna K+ żółta, C-, KC-, P+ żółty, rdzeń K, C, KC-.
Tworzy apotecja lekanorowe o średnicy do 2 mm, ale rzadko. Mają nagie tarczki o barwie od ciemnobrunatnej do czarnej, czasami niebieskawo oprószone. Brzeżek plechowy jest gładki lub nieco karbowany, W jednym worku powstaje po 8 dwukomórkowych, brunatnych zarodników o zgrubiałych ścianach i rozmiarach 15–20 × 7–9 μm. Pyknidia spotykane są rzadko.

## Występowanie i siedlisko
Gatunek kosmopolityczny, występujący na wszystkich kontynentach poza Antarktydą. W Polsce pospolity w całym kraju. Główne siedlisko jego występowania to kora drzew liściastych, szczególnie poza zwartymi kompleksami leśnymi (w miejscach bardziej słonecznych). Rzadko spotykany jest na drewnie i na skalnym podłożu. Według niektórych autorów występuje czasami również na korze drzew iglastych (modrzew, sosna, żywotnik). Jest tolerancyjny wobec toksycznych zanieczyszczeń.
Czasami na plesze obrostu wzniesionego można zobaczyć różowe grudki. Są to sporodochia pasożytującego na nim grzyba Illosporiopsis christiansenii.